# Cantonul Saint-Martin-d'Hères-Nord
Cantonul Saint-Martin-d'Hères-Nord este un canton din arondismentul Grenoble, departamentul Isère, regiunea Rhône-Alpes, Franța.